# Apocalypse Now
Apocalypse Now è un film del 1979 diretto da Francis Ford Coppola.
Liberamente ispirato al romanzo di Joseph Conrad, Cuore di tenebra, il film vinse la Palma d'oro al 32º Festival di Cannes e il premio Oscar per la migliore fotografia a Vittorio Storaro e quello per il miglior sonoro a Walter Murch.
Considerato tra i film sulla guerra del Vietnam più celebri di sempre, Apocalypse Now è una vivida rappresentazione dell'insolubile dilemma morale costituito dalla guerra; dilemma incentrato, in questa pellicola, sulle figure del colonnello Walter Kurtz (Marlon Brando) - un disertore dell'esercito statunitense, il quale, sommariamente, dovrebbe incarnare il male, la follia e la devianza - e del capitano Benjamin Willard (Martin Sheen) - un sicario, al quale spetta, genericamente, la personificazione del bene, del raziocinio e del rispetto delle "regole". Tuttavia, lo sviluppo del film suggerisce almeno una parziale ricollocazione di queste due figure e dei valori da esse rappresentati, nonché una seria discussione sulla difficoltà umana di separare nettamente il bene e il male, la follia e il raziocinio, la norma e la ribellione.

## Trama
1969: la guerra del Vietnam è al culmine. Il capitano Benjamin L. Willard è un ufficiale dell'esercito statunitense, già per tre anni in Vietnam, ed è appena tornato a Saigon. Sebbene formalmente faccia parte della 173ª Brigata Aviotrasportata, in realtà è spesso incaricato di operazioni speciali dalla CIA, che lo hanno via via provato al punto che ormai appare incapace a rientrare nella normalità.
Due funzionari del servizio d'informazione militare, il generale Corman e il colonnello Lucas, insieme ad un civile (probabilmente un membro dei servizi segreti), convocano lo spaesato Willard allo scopo di affidargli una missione speciale. Si tratta di un incarico delicato ed "anomalo", e lo stato confusionale del capitano costituisce - paradossalmente - una calzante precondizione per assolvere il compito. Willard deve effettuare un viaggio su un Patrol Boat River, lungo il fiume Nung, nella remota giungla cambogiana, e ivi scovare il colonnello statunitense Walter E. Kurtz, ex alto ufficiale dei Berretti Verdi, da tempo disertore, con l'obiettivo di ucciderlo (nella motivazione ufficiale trasmessa a voce: porre fine al suo comando). I superiori affermano che Kurtz - un tempo considerato ufficiale modello e prossimo alla promozione al grado di generale - è impazzito e si è messo a capo di una legione di sbandati e di indigeni delle montagne nella foresta della neutrale Cambogia, con cui combatte una guerra totalmente al di fuori delle regole e di qualsiasi quadro di comando. Le affermazioni dei vertici militari americani sulla follia di cui sarebbe preda Kurtz sembrano avallate da una delirante trasmissione radio effettuata dallo stesso colonnello ribelle (intercettata dal comando).
L'obiettivo assegnato a Willard, dunque, è di infiltrarsi fra le file degli ammutinati e porre fine al comando di Kurtz, ossia ucciderlo, "con estrema determinazione", come tiene a specificare il civile presente al colloquio conviviale (la sequenza indugia molto sulle pietanze del banchetto) con cui si dà il via all'insolita operazione; la stessa esistenza della missione i presenti mai ammetterebbero in sede ufficiale: hanno ordinato e scientemente perseguito infatti l'assassinio premeditato di un comandante statunitense da parte di un altro ufficiale. Il tutto è reso ancora più urgente e necessario dal fatto che anche un altro ufficiale dei corpi speciali, Richard M. Colby, inviato prima di Willard a trovare una soluzione alla strana situazione venutasi a creare nella giungla attorno alla figura carismatica del Colonnello, risulta passato, invece, dalla parte dell'ufficiale disertore. Kurtz parrebbe quindi disporre di elevate capacità di convincimento e "seduzione", se non addirittura di plagio, delle persone con le quali entra in contatto.
Il capitano Willard si mostra presto in grado di recuperare la lucidità, l'autocontrollo e la motivazione necessaria per intraprendere la missione: studia con attenzione e curiosità il dossier riguardante Kurtz, trovandovi conferme al fatto che egli abbia effettivamente assunto il ruolo di un signore della guerra e sia incondizionatamente "adorato" da numerosi nativi e militari a lui rimasti fedeli. Lo studio della biografia di Kurtz ha luogo durante la lunga e pericolosa navigazione che dovrà, fra molteplici impedimenti e sorprese, condurre Willard al suo obiettivo.
Ed è all'inizio della risalita del fiume verso il confine cambogiano che lo stesso Willard inizia anche a fare la conoscenza dell'eterogeneo equipaggio assegnatogli: l'ostinato e formale George Phillips (comandante della barca), l'ingenuo e simpatico Lance B. Johnson (un noto surfer californiano), lo scanzonato Tyrone Miller, detto "Clean", il sensibile Jay "Chef" Hicks (un aspirante chef di New Orleans, che Willard descrive come "troppo nervoso per il Vietnam, forse troppo anche per New Orleans"). L'imbarcazione e i suoi membri, che normalmente svolgono il servizio di pattuglia presso la foce del fiume Nung, appartengono alla Marina degli Stati Uniti e non sono nuovi a missioni del genere.
Nella prima tappa, la task force di Willard incontra il tenente colonnello William "Bill" Kilgore, comandante del 1º squadrone elicotteri del 9º Reggimento della Cavalleria Aerea, il quale ha il compito di scortarlo nel tratto iniziale del viaggio. Kilgore è inizialmente disinteressato al capitano Willard e alle sue sorti, ma, dopo aver riconosciuto Lance, propone a quest'ultimo di fare surf sulla foce del fiume Nung, proprio dove Willard e il resto dell'equipaggio devono venire aerotrasportati.
A bordo di numerosi elicotteri, Kilgore e i suoi uomini attaccano un villaggio controllato dai Viet Cong, non distante dalla spiaggia, mentre la barca di Willard e dei suoi quattro compagni viene trasportata da un mezzo aereo. Durante l'attacco, Kilgore fa risuonare a tutto volume, tramite altoparlanti installati sugli elicotteri, la Cavalcata delle Valchirie di Richard Wagner, al fine di galvanizzare il morale del suo reparto e terrorizzare i nemici. Nonostante l'effetto sorpresa e la supremazia militare, si registra comunque un robusto contrattacco dei guerriglieri vietnamiti, con la distruzione di un elicottero e ripetuti colpi di mortaio dalla vicina giungla.
In tale scenario bellico intenso e altamente insicuro, il tenente colonnello Kilgore costringe i suoi uomini a praticare il surf, fra boati e pallottole sibilanti, convinto che un attacco aereo con impiego di napalm, da lui stesso richiesto per "bonificare" l'area dove è posizionato il mortaio che li sta minacciando da molti minuti, possa presto rendere sicura la zona. In effetti, dopo l'annunciato intervento da parte di una sfrecciante squadriglia di cacciabombardieri F-5, l'alto ufficiale può esultare con sollievo, rivolgendosi così a Willard:
Il capitano Willard e i suoi quattro uomini proseguono il viaggio in barca lungo il fiume e durante una sosta, complice il calare delle tenebre, Chef scende dal pattugliatore fluviale con l'intento di raccogliere mango nella giungla, accompagnato da Willard. Mentre si trovano sulla terra ferma, relativamente lontani dalla barca, i due incontrano una tigre, dalla quale riescono a scappare. Chef, una volta ritornati sulla barca, in preda ai sintomi di un esaurimento nervoso, scoppia in un pianto isterico, urlando il proprio odio per una guerra che non comprende e non condivide, ripromettendosi ossessivamente ad alta voce di non abbandonare mai più "la cazzo di barca".
Nei giorni successivi, Willard cerca di approfondire ulteriormente - durante i momenti di riflessione che si ritaglia nel corso del viaggio - l'incartamento dedicato a Kurtz, cominciando anche a nutrire seri dubbi sulla missione di morte affidatagli: il curriculum di Kurtz è straordinario ed è difficile credere che una persona con tali qualità possa aver perso completamente la testa.
La barca, nel frattempo, continua lungo il suo percorso finché giunge presso una base avanzata di rifornimento. Qui il gruppo di Willard si trova, casualmente, ad assistere a un irreale spettacolo, allestito sul fiume per il sollazzo delle truppe e sponsorizzato dalla celebre rivista Playboy. Lo show degenera con preoccupante rapidità quando alcuni soldati americani tentano di aggredire le attraenti conigliette durante la loro scollacciata e provocante esibizione, costringendole così a una precipitosa fuga con lo stesso elicottero che le aveva condotte in mezzo alla giungla.
La barca dei cinque militari statunitensi incrocia un sampan di commercianti vietnamiti. Phillips ordina di perquisire la povera imbarcazione per scoprire eventuali armi nascoste, in disaccordo con Willard che vorrebbe proseguire la risalita del fiume per dare corso, senza altre distrazioni e contrattempi, alla sua già complessa missione. Mentre Chef ispeziona controvoglia il sampan, una ragazza si muove bruscamente in direzione d'una cesta, provocando l'isterica reazione degli altri soldati americani, i quali crivellano di pallottole, in pochi secondi, tutti gli occupanti della barchetta.
Chef, che non ha partecipato attivamente alla carneficina, poco dopo il tacere delle armi statunitensi, scopre la causa del movimento improvviso compiuto dalla ragazza: la cesta verso cui la giovane si stava precipitando accoglie un cucciolo di cane (diventerà la mascotte di Lance). Mentre Chef è preda di un'altra crisi nevrotica e Phillips, afflitto dai sensi di colpa per aver ordinato la perquisizione, vorrebbe soccorrere la donna sopravvissuta ma moribonda, Willard interviene con cinica risolutezza e finisce la sfortunata con un colpo di pistola. Un attimo dopo, Willard biasima Phillips, rimarcando che - come da lui vanamente auspicato - sarebbe stato molto più saggio non attardarsi per quel superfluo controllo finito in massacro.
Il viaggio giunge a un estremo avamposto: un ponte che indica il fronte di guerra, nonché il confine con la Cambogia. Qui c'è un ufficiale, in attesa del gruppo da tre giorni per la consegna della posta, il quale sbrigativamente mette tutti in guardia sui gravi pericoli della zona. Il ponte è un "monumento" all'ottusa ostinazione dei comandi militari che, per motivi propagandistici, insistono nel difendere e ricostruire senza sosta la posizione, con fini pratici totalmente irrilevanti nel quadro complessivo del conflitto; una posizione che ogni notte viene demolita dall'incessante bombardamento dall'artiglieria nemica.
Mentre è in corso un ennesimo attacco da parte dei vietcong, Willard e Lance si avventurano a terra, tra le trincee, constatando fino a qual punto la confusione regni sovrana in assenza di ufficiali al comando, probabilmente tutti rimasti uccisi. Il primo mitragliere che i due incontrano durante la ricognizione, infatti, si stupisce nel dedurre che Willard stesso non sia l'ufficiale al comando in quel caos. Dinanzi a questa ennesima dimostrazione della pericolosità e assurdità dell'intera faccenda, Phillips cerca di convincere ancora una volta il capitano a desistere dalla sua oscura missione, ma Willard, dubbioso e tuttavia ligio agli ordini ricevuti, gli ordina di proseguire.
Il giorno successivo, mentre l'equipaggio della barca è intento nella lettura della corrispondenza consegnata loro dopo un lungo periodo di mancanza di contatti familiari, la barca viene attaccata dai vietcong, nascosti sulle rive dal fiume. Nello scontro a fuoco Clean rimane ucciso. Da questo momento in poi, Phillips, che aveva gradualmente assunto le veci di un padre o fratello maggiore nei confronti di Clean, diventa più apertamente ostile a Willard e alla sua inconfessabile missione.
Pochi giorni dopo l'imbarcazione viene nuovamente assalita da altri indigeni, i Montagnard. Stavolta è proprio Phillips a trovare la morte, causata da una lancia scagliatagli in piena schiena dai guerriglieri. Prima di esalare l'ultimo respiro, sembra porre in essere un estremo tentativo di uccidere il capitano Willard, attirandolo a sé e verso la punta della lancia che sporge dal suo petto, ma quest'ultima azione potrebbe essere il risultato degli ultimi spasmi mortali del militare colpito e non di una sua intenzione omicida. Così Phillips muore tra le braccia dello sconcertato Willard.
Giunti finalmente a destinazione, i superstiti della spedizione vengono accolti da una scena fra l'onirico e l'infernale: in una insenatura, resa ancor più irreale dalle esalazioni umide della giungla e da un silenzio tombale che contrasta con le sparatorie e i frastuoni che hanno caratterizzato gran parte del viaggio, sono raccolti centinaia di esseri umani in stato catatonico e silente, come anime in pena, colte nell'indolente attesa di essere dirottate ai rispettivi gironi infernali. È difficile distinguere in tale moltitudine i militari americani, i civili, gli indigeni e magari anche i nemici disertori, se non per alcune fattezze somatiche che a fatica emergono da maschere e camuffamenti vari.
Sconvolti dalla vista di un tale abbandono di ogni regola e criterio, Willard e un inebetito Lance scendono a terra, mentre Chef resta sulla barca con l'indicazione di richiedere in codice agli alti comandi dell'operazione di procedere ad un attacco aereo, qualora il capitano e Lance (sempre più psichicamente deragliato) non facciano ritorno a bordo entro un certo lasso di tempo.
Willard fa la conoscenza di un fotografo freelance a dir poco eccentrico, verboso e totalmente asservito ai voleri di Kurtz, del quale magnifica quelle che egli considera virtù e grandezze divine.
Questa sorta di villaggio dei dannati, in cui impera il colonnello Kurtz, ha tutte le caratteristiche di un morboso e decadente regime pagano, connotato peraltro da una ostentata violenza sanguinaria: una moltitudine di cadaveri è distribuita ovunque, in modo osceno e impudico (impiccati, appesi, crocifissi, impalati, capovolti, riversi, amputati). In tale cornice di abbrutimento, indifferenza e incoscienza, Willard viene presto imprigionato e successivamente liberato dal colonnello-despota.
In diversi incontri, che somigliano a frammenti di un'allucinazione, il trasognato Kurtz accenna ad un febbricitante Willard le proprie teorie sulla guerra, sull'umanità e sulla civiltà. Egli ha letto Il ramo d'oro di James Frazer, in cui viene illustrato il significato del sacrificio del re-sacerdote e la funzione purificatrice del capro espiatorio. Nel corso di un intenso e penetrante monologo, l'autoritario colonnello loda la determinazione priva di scrupoli dei vietcong, prendendo come esempio della loro perfezione marziale l'episodio, cui aveva assistito in prima persona, in cui i militari orientali avevano tagliato il braccio a tutti i bambini di un villaggio appena vaccinati dagli americani contro la poliomielite.
Chef, rimasto sempre solo a bordo dell'imbarcazione, viene decapitato da Kurtz in una imboscata notturna, prima che possa ricorrere alla radiotrasmittente per invocare aiuto alla centrale di ascolto americana denominata "Onnipotente". Il destino di Willard sembra ormai segnato, ridotto com'è all'infermità e con i sintomi della malaria, ma il visionario colonnello intende lasciarlo in vita affinché il più giovane dei due possa portare a termine la missione omicida e dunque liberare lo stesso Kurtz dalla sofferenza di cui è evidentemente preda, e possa infine raccontare la verità alla sua famiglia e soprattutto al figlio.
Lance, ormai mentalmente perduto e innocuo, passa confusamente il tempo tra gli insorti, senza poter essere di alcun aiuto a Willard.
Durante una notturna cerimonia idolatra, un bue viene sanguinosamente sacrificato, mentre il capitano, per quanto indebolito e fiaccato, riesce a raggiungere Kurtz e ad ucciderlo con un machete, non incontrando peraltro alcuna resistenza. Il colonnello spira, sussurrando «l'orrore [...] l'orrore!».
Willard, venerato dai nativi e dagli insorti come nuovo dio-comandante-tiranno, si allontana con gesti misurati e cauti dal villaggio. Il capitano cammina tra la folla attonita, riuscendo anche a recuperare Lance, e con lui si imbarca per il ritorno a casa, sotto una pioggia scrosciante che lava via il sangue versato.
La pellicola originale si conclude con una scena notturna di bombardamenti accompagnata dai titoli di coda, mentre le fiamme si alzano verso il cielo. Coppola decise all'ultimo momento di inserire questa scena, dopo aver visto il girato effettuato mentre l'aviazione filippina distruggeva -realmente - il set del film su direttiva del governo locale, che desiderava, a riprese finite, cancellarne le tracce. Questo finale venne interpretato, in maniera errata a detta dello stesso regista, come un attacco contro il villaggio di Kurtz, mentre doveva rappresentare un bombardamento qualsiasi. Nella versione Redux il regista decise, quindi, di sostituirlo con un semplice sfondo nero su cui far scorrere i titoli di coda.

## Cast
- Martin Sheen interpreta il capitano Benjamin L. Willard, un esperto ufficiale delle operazioni speciali dell'esercito statunitense, già in Vietnam per tre anni. Formalmente Willard fa parte del 505º Battaglione della 173ª Brigata Aviotrasportata, ma risponde alla CIA, come infatti prova la missione che gli viene assegnata.
- Marlon Brando interpreta il colonnello Walter E. Kurtz, pluridecorato componente del 5º Gruppo delle Forze Speciali dell'Esercito degli Stati Uniti. L'alto comando statunitense è certo della sua diserzione e che lui abbia costituito una propria unità armata indipendente (composta da insorti, ammutinati, rivoltosi e sbandati) in un'area isolata della Cambogia.
- Robert Duvall interpreta il tenente colonnello William "Bill" Kilgore, comandante del 1º squadrone elicotteri del 9º Reggimento della Cavalleria Aerea. Kilgore ha anche una spiccata passione per il surf.
- Albert Hall interpreta il capo sottufficiale George Phillips, comandante della piccola imbarcazione su cui servono i tre militari e su cui viaggia il capitano Willard.
- Frederic Forrest interpreta il macchinista di terza classe Jay "Chef" Hicks, nella vita civile cuoco a New Orleans, molto provato dalla guerra.
- Sam Bottoms interpreta il mitragliere di terza classe Lance B. Johnson, nella vita civile surfer professionista in California.
- Laurence Fishburne interpreta il mitragliere di terza classe Tyrone "Mr. Clean" Miller, sboccato 17enne del Bronx. Fishburne aveva solo 14 anni quando cominciarono le riprese del film nel 1976 e ottenne la parte mentendo sulla propria vera età (la sorte volle che le riprese si protrassero tanto che all'uscita del film raggiunse effettivamente i 17 anni del personaggio da lui interpretato).
- Dennis Hopper interpreta un fotoreporter statunitense completamente integrato nell'unità armata ribelle creata e guidata dal colonnello Kurtz. Secondo il commento contenuto nel DVD di Apocalypse Now Redux, questo personaggio è ispirato alla vera storia di Sean Flynn, un noto corrispondente di guerra scomparso in Cambogia nel 1970.
- G.D. Spradlin interpreta il tenente generale Corman dei servizi segreti militari. Il nome del personaggio viene da quello del produttore, regista e attore Roger Corman.
- Jerry Ziesmer interpreta l'enigmatico Jerry, il quale partecipa in abiti civili al briefing militare con cui si assegna al capitano Willard la missione di "terminate with extreme prejudice" il colonnello Kurtz: la frase è l'unica pronunciata da Jerry nel film e può essere tradotta in italiano con "eliminare senza appello". Ziesmer, comunque ha lavorato in questo film di Coppola come assistente alla regia.
- Harrison Ford interpreta il colonnello Lucas, assistente del tenente generale Corman e incaricato di dare gli ordini specifici al capitano Willard. Il nome del personaggio è un omaggio a George Lucas, il regista che si occupò inizialmente della sceneggiatura insieme a John Milius. Lucas doveva essere il regista, ma fu poi assorbito da altri impegni.
- Scott Glenn interpreta il capitano Richard M. Colby, al quale (prima del capitano Willard) era stata assegnata la missione di terminare il comando ribelle di Kurtz. Il comando militare ha accertato che Colby non solo non ha compiuto la missione, ma ha a sua volta disertato per unirsi all'unità sediziosa: un messaggio di Colby alla moglie è stato intercettato e contiene l'annuncio che lui non tornerà più da lei e la raccomandazione di vendere ogni proprietà e di trovarsi un altro marito.
- Colleen Camp, Cynthia Wood e Linda Beatty interpretano tre conigliette di Playboy chiamate a dar vita allo show per le truppe americane nel mezzo della giungla vietnamita: Wood era effettivamente stata playmate dell'anno 1974, e Beatty dell'agosto 1976.
- Bill Graham interpreta l'agente di spettacolo al quale è demandato anche il compito di presentare lo show delle playmate.

## Produzione
Alla fine degli anni sessanta, mentre erano all'opera come assistenti di Francis Ford Coppola nella lavorazione del film Non torno a casa stasera (uscito nel 1969), George Lucas e Steven Spielberg incoraggiarono l'amico produttore, sceneggiatore e regista John Milius a scrivere un film sulla guerra in Vietnam. Così, spinto da Lucas e Spielberg, Milius pensò di adattare la trama del celebre racconto di Joseph Conrad Cuore di tenebra (Heart of Darkness) allo scenario della guerra in Vietnam.

### La genesi
Coppola assegnò a Milius quindicimila dollari per sviluppare l'idea, con l'impegno per altri diecimila in caso di via libera alla realizzazione. Milius scrisse una sceneggiatura nel 1969 - chiamata The Psychedelic Soldier, nella quale il testo di Conrad era utilizzato in chiave allegorica, poiché Milius ritenne semplicistico seguire la trama così com'era.
Per il personaggio di Willard e per alcune caratteristiche di Kurtz, Milius prese a modello il suo amico Fred Rexer. Quest'ultimo affermò di essere stato testimone in prima persona dell'episodio raccontato da Kurtz a Willard, in cui i vietcong tagliano ai bambini di un villaggio le braccia appena vaccinate dagli americani (ma non esistono né prove di tale specifica vicenda né rapporti militari che citino comportamenti del genere da parte dei vietcong). Più in generale, il personaggio di Kurtz fu modellato sulla biografia di Robert B. Rheault, comandante delle forze speciali in Vietnam.
Il titolo della sceneggiatura fu cambiato da Milius in Apocalypse Now dopo che il cineasta statunitense ebbe notato un badge, molto popolare fra gli hippie degli anni sessanta, su cui era scritto "Nirvana Now". Fra le altre fonti d'ispirazione, egli stesso citò un articolo di Michael Herr intitolato "The Battle for Khe Sanh", in cui abbondavano riferimenti (si trattava del racconto della famosa battaglia per Khe Sanh, in Vietnam) a droghe, rock'n'roll, e a richieste di interventi aerei autolesionistici da parte delle truppe americane. Anche il film Il dottor Stranamore - Ovvero: come ho imparato a non preoccuparmi e ad amare la bomba di Stanley Kubrick, compare fra i suoi riferimenti.
Milius scrisse l'opera pensando a Lucas come miglior regista possibile. Comunque, prima di giungere al momento operativo (e alla scelta del regista), Lucas lavorò quattro anni con Milius, mentre faceva altre cose importanti, fra cui la stesura della sceneggiatura di Guerre stellari. Nel frattempo, il produttore Gary Kurtz si recò nelle Filippine in cerca di possibili location. L'intenzione di Lucas e Kurtz era di girare il film sia nelle risaie tra Stockton e Sacramento, in California, sia in alcune località in Vietnam: il budget doveva aggirarsi sui 2 milioni di dollari e la pellicola doveva essere girata con tecnica documentaristica (economica), ricorrendo a telecamere da 16 mm e a veri soldati. Di fatto, a causa di preoccupazioni riguardanti l'incolumità e la sicurezza del cast e della troupe, ma a causa soprattutto degli impegni di Lucas con American Graffiti e Guerre Stellari, Lucas stesso dovette posticipare tutto.

### Pre-produzione
Con i co-produttori Fred Roos e Gray Frederickson, Coppola discusse, nella primavera del 1974, l'opportunità di produrre il film. Chiese prima a Lucas e poi a Milius di dirigerlo, ma entrambi erano coinvolti in altri progetti: Lucas aveva avuto il via libera per girare Guerre stellari. Così Coppola cominciò a pensare di poter fare da solo e concepì l'idea di un film che fosse un'esperienza di guerra per gli spettatori; un film massimamente coinvolgente, nel quale i temi etici fossero supportati da un impatto visuale ed emotivo altissimo.
Nel 1975, mentre promuoveva Il padrino - Parte II in Australia, Coppola individuò anche alcuni luoghi adatti per le riprese di Apocalypse Now nelle penisole del Queensland settentrionale, contraddistinte da una giungla simile a quella del Vietnam. Subito dopo, però, decise di girare nelle Filippine, attratto anche dai più contenuti costi della manodopera locale. Lo stesso coordinatore di produzione Fred Roos, aveva già girato nelle Filippine due film a basso budget e aveva buoni contatti e amici nel paese. Successivamente Gray Frederickson (collaboratore di Coppola e produttore) si recò nelle Filippine a cenare con il presidente Ferdinand Marcos in modo da formalizzare il supporto alla produzione e il regolare svolgimento delle riprese.
Coppola trascorse gli ultimi mesi del 1975 rielaborando la sceneggiatura di Milius e negoziando con la casa di produzione United Artists per assicurarsi il finanziamento dell'opera. A detta di Frederickson, il budget fu stimato tra i 12 e i 14 milioni di dollari. La società di Coppola, la American Zoetrope, mise insieme 8 milioni vendendo i diritti di distribuzione della pellicola fuori dagli USA e altri 7,5 milioni come anticipo dalla United Artists, a cui era stato detto che al film avrebbero preso parte Marlon Brando, Steve McQueen e Gene Hackman.
Coppola dovette iniziare le riprese senza aver ultimato la sceneggiatura, e così fu costretto a proseguire il lavoro di scrittura durante molte notti del periodo dedicato alle riprese. Una delle novità introdotte dal regista, rispetto all'incompleta sceneggiatura precedente di Milius, fu quella riguardante la morte di Mr. Clean, il quale viene ucciso dai nemici, mentre a bordo della barca che continua a risalire il fiume si ode un nastro audio in cui la madre lo saluta e gli augura di tornare presto e incolume a casa.
Il nome del protagonista del film, Benjamin Willard, venne creato mettendo insieme i nomi dei primi due figli dell'attore Harrison Ford, il quale nella pellicola interpreta il ruolo del colonnello Lucas (quest'ultimo, a sua volta, è chiamato così con l'intenzione di rendere omaggio a George Lucas).

### Casting
Inizialmente, per interpretare Willard, vennero considerati Steve McQueen (la prima scelta di Coppola, ma l'attore rinunciò per non dover trascorrere 17 settimane lontano da casa), Al Pacino (il quale disse no, perché non avendo mai fatto il soldato non provava nessun interesse verso un film di guerra, durante le riprese de Il padrino - Parte II), Clint Eastwood (declinò l'offerta per analoghi motivi), Jack Nicholson, James Caan e Robert Redford (questi ultimi tre furono presi in considerazione anche per interpretare Kurtz). Altri possibili nomi per la parte di Willard furono quelli di Tommy Lee Jones, Keith Carradine, Nick Nolte e Frederic Forrest. A questo punto, il regista si orientò verso Martin Sheen ricordando l'ottimo provino che l'attore aveva sostenuto per il ruolo di Michael ne Il padrino, ma anche questa scelta sembrò impraticabile, visto che Sheen sembrava avere altri impegni. Coppola, allora, scelse Harvey Keitel: dopo tre settimane di riprese, tuttavia, il regista comprese che Keitel non era adatto e riuscì a sostituirlo proprio con Martin Sheen.
Per la parte di Kurtz si pensò a Jack Nicholson, ma venne poi preferito Marlon Brando, la cui iniziale indecisione sul da farsi rallentò alquanto la lavorazione della pellicola. Brando decise di prendere parte al film a patto che le scene in cui appariva fossero girate in penombra, per celare il suo notevole aumento di peso (ma contribuendo pure a determinare l'aura di mistero intorno al personaggio Kurtz). Dennis Hopper, il quale nel film interpreta un bizzarro fotoreporter adoratore del colonnello ribelle, dichiarò, in seguito, che l'arrivo di Brando sul set indusse Coppola a bloccare la produzione per due settimane, in modo da potersi ritirare insieme all'attore su una barca per leggere Cuore di tenebra insieme a lui. Molte scene che riguardavano Kurtz vennero cancellate dal copione, perché Marlon Brando risultava troppo grosso per poterle interpretare.

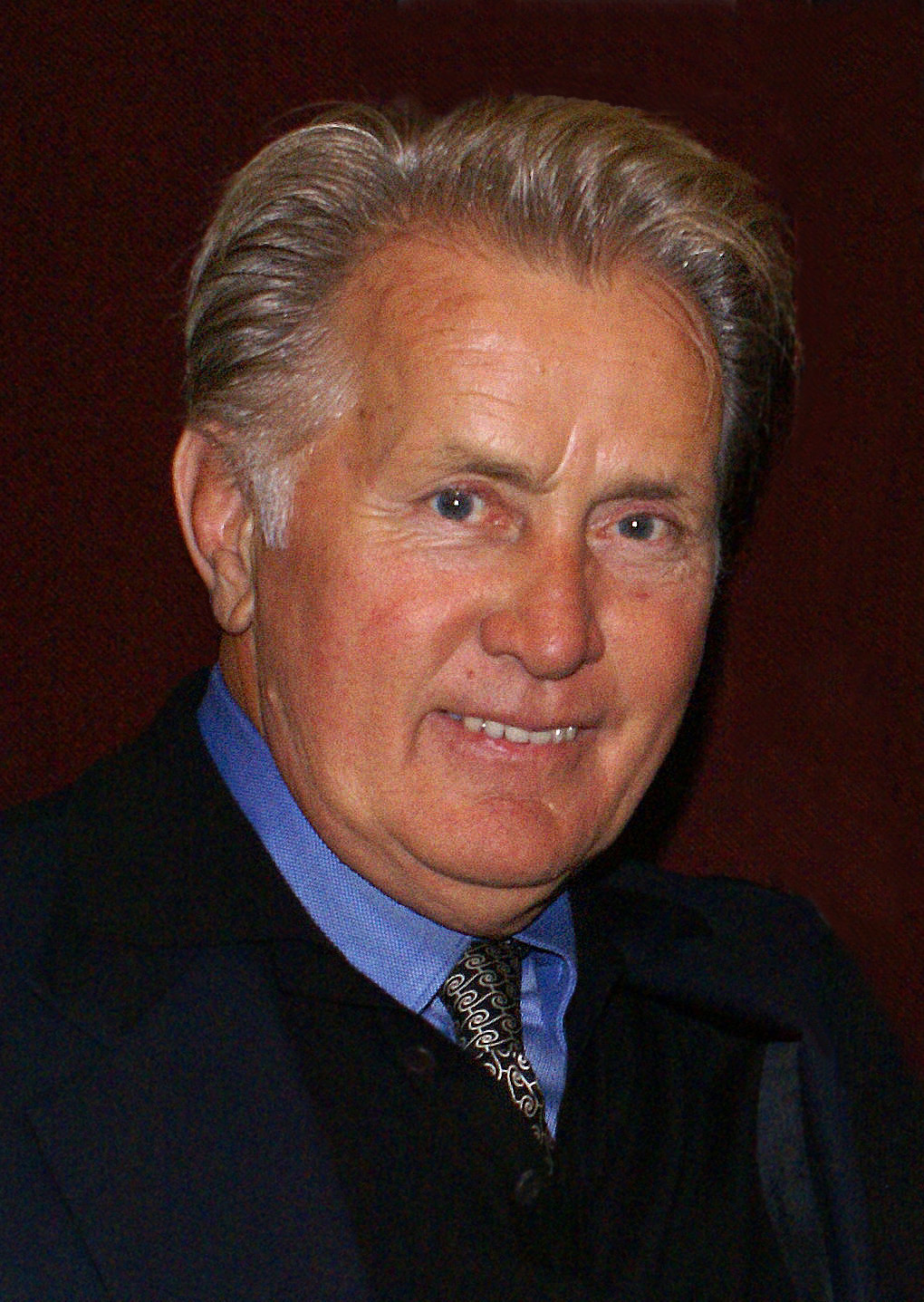
Martin Sheen interpreta il controverso capitano Willard. L'attore, durante le riprese del film, accusò un violento infarto a causa dell'abuso di alcolici.

Completarono il cast Robert Duvall, nel ruolo del tenente colonnello Kilgore (dopo il rifiuto di Robert Redford e Steve McQueen) e Harrison Ford nella parte del colonnello Lucas, ruolo per cui era stato inizialmente indicato James  Caan, il quale rifiutò.

### Riprese
Le riprese vennero effettuate sul fiume Pagsanjan, nelle Filippine. I rapporti tra il governo filippino, presieduto dal dittatore Ferdinand Marcos, e la troupe furono però piuttosto difficili, benché i molti mezzi aerei statunitensi che si vedono nel film furono affittati proprio dall'aviazione filippina, che nella realtà li utilizzava negli attacchi contro i ribelli musulmani durante la guerra civile in corso ai tempi delle riprese.
L'attacco degli elicotteri e il bombardamento sulla spiaggia furono invece girati nel villaggio e nella baia di Baler, nell'isola di Luzon. Tra i piloti R. Lee Ermey, divenuto celebre con il film Full Metal Jacket, dove impersona il sergente maggiore Hartman: ex addestratore dei marines, congedatosi per motivi di salute, viveva allora nelle Filippine, dove faceva l'elicotterista e ricopriva ruoli da caratterista per le produzioni cinematografiche locali.
Coppola era convinto che per raccontare bene il colonnello Kurtz fosse necessaria, per lui, una profonda immedesimazione nella coscienza lacerata del personaggio. Il regista cominciò allora un lavoro su se stesso, dedicandosi anche ossessivamente alla lettura di Cuore di tenebra, portata sempre con sé e infarcita di appunti e annotazioni.
Nonostante la maniacale cura dei dettagli tipica di Coppola, furono commessi alcuni errori sul piano della ricostruzione storica, come l'uso di caricatori da 30 colpi per i fucili M16, mentre nel conflitto in Vietnam erano stati impiegati solo quelli da 20 proiettili.
Per creare un richiamo al titolo del film, il regista fece dipingere su un muro la scritta "Our Motto: Apocalypse Now" (Il nostro motto è Apocalypse Now), nella scena in cui Willard, Chef e Lance, unici sopravvissuti del gruppo, arrivano al capolinea accolti dal fotoreporter statunitense.
Nel 1976, nel bel mezzo delle riprese, un tifone distrusse tutti i set allestiti, e perciò si dovette ricominciare da zero. Ciò avvenne anche a causa della decisione di Coppola di girare nella stagione delle piogge, in cui i tifoni sono frequenti. In seguito, l'attore protagonista Martin Sheen venne colpito da un infarto, e perciò durante la sua convalescenza si dovette usare una controfigura inquadrata di spalle. Tra l'altro, sempre Sheen, durante le riprese della scena iniziale nella camera d'albergo in cui il capitano appare decisamente fuori controllo, si ferì realmente a una mano (Sheen, ubriaco, finì con l'infrangere involontariamente uno specchio, ma fece cenno di non interrompere la ripresa, che così riuscì molto realistica).
Le riprese furono funestate anche da altri problemi: l'entusiasmo iniziale dei produttori cominciò progressivamente a declinare, i soldi cominciarono a scarseggiare e il cast e la troupe finirono con il detestare sempre più le numerose difficoltà derivanti dalla permanenza nelle Filippine. Probabilmente si diffuse anche un certo ricorso alle droghe, non tanto a scopo ricreativo, quanto piuttosto per alleviare ansia, stress e stanchezza. La produzione venne inoltre osteggiata dal governo statunitense poiché la pellicola aveva uno taglio apertamente antimilitarista. Così, come risultato di tante incertezze e ostacoli, Coppola cadde in stato di depressione, tentò il suicidio, perse trenta chili di peso e rischiò pure la separazione dalla moglie Eleanor.
Nel 1991, al Festival di Cannes, venne presentato il documentario Viaggio all'inferno (Hearts of Darkness: A Filmmaker's Apocalypse), un documentario interamente dedicato alla realizzazione del film, un dettagliato dietro le quinte, basato sulle riprese effettuate, durante la lavorazione, da Eleanor, la moglie di Coppola, che narra ampiamente la travagliata gestazione, sia a livello tecnico che umano.
Le riprese, originariamente previste su sei settimane, durarono quasi un anno e mezzo (dal marzo 1976 all'agosto 1977), con 230 giorni nelle Filippine. e per ultimare il montaggio ci vollero due anni, mentre per la finalizzazione del sonoro furono impiegati più di nove mesi.
La celebre scena dell'attacco degli elicotteri, commentata dalla musica di Wagner, dura una decina di minuti, ma per girarla furono necessarie sette settimane di riprese. Questa sequenza fu anche la prima ad essere girata, nella primavera del 1976.
Il costo finale dell'opera fu di 30 milioni di dollari, nonostante il preventivo indicasse 12 milioni. Questo sforamento del budget per poco non causò il fallimento della Zoetrope, la casa di produzione di Francis Ford Coppola, il quale investì nell'operazione anche i propri beni personali.

### Post-produzione
Il compositore giapponese Isao Tomita fu inizialmente scelto per scrivere la colonna sonora. Coppola, infatti, desiderava fosse una rivisitazione da parte di Tomita del brano The Planets di Gustav Holst. Tomita fu anche accompagnato nelle Filippine, ma i suoi impegni discografici già programmati impedirono il suo coinvolgimento.
Nell'estate del 1977 (a riprese appena ultimate) Coppola disse che Walter Murch avrebbe potuto finalizzare il sonoro del film entro circa quattro mesi. Murch però non voleva la voce narrante, alla quale, viceversa, Coppola teneva molto. Su questo elemento, il regista dovette impuntarsi e così la narrazione di Willard rimase nel prodotto cinematografico finale. Murch dovette affrontare anche altre questioni, perché le cosiddette librerie sonore a sua disposizione (gli archivi contenenti suoni ed effetti acustici di ogni genere) non disponevano di alcuna registrazione sonora delle armi utilizzate in Vietnam e per terminare il suono vennero impiegati diversi mesi, gran parte dei quali alla ricerca di rumori ed effetti adeguati alle esigenze del film.
A un certo punto della lunghissima fase di confezionamento del film, Coppola avrebbe confessato alla moglie "c'è solo il 20% di possibilità di riuscire a completare il film nei tempi previsti", e, di conseguenza, si sarebbe mosso per convincere la United Artists a posticipare la première da maggio a ottobre del 1978. Tuttavia, nel maggio del 1978 Coppola dovette annunciare un nuovo rinvio dell'uscita del film, stavolta rimandando la "prima" alla primavera del 1979. Infatti, l'opera venne proiettata, sia pur in una sorta di versione work in progress (e solo per 900 persone), nell'aprile 1979: l'accoglienza non fu entusiastica.

### Distribuzione
Il film fu presentato al Festival di Cannes 1979 e contro ogni previsione vinse la Palma d'oro (ex aequo con Il tamburo di latta di Volker Schlöndorff). Pare che la United Artists fosse contraria a mostrare il film un mese e mezzo prima dell'uscita prevista, soprattutto di fronte a così tanti membri della stampa. Coppola però ebbe buon gioco nel rammentare alla casa di produzione il riconoscimento ottenuto, nel 1974, dal suo La conversazione proprio al Festival di Cannes, e quindi riuscì a far passare la propria linea. Il regista organizzò tre anteprime con versioni leggermente differenti tra loro per promuovere il film. La sera prima della proiezione a Cannes, i tecnici della Zoetrope installarono altoparlanti supplementari sulle pareti, in modo da far udire adeguatamente il suono di Murch.
Il 15 agosto 1979 il film venne distribuito negli Stati Uniti d'America in 15 sale cinematografiche iniziali e, nonostante i freddi apprezzamenti registrati al momento dell'uscita, incassò negli USA quasi 30 milioni di dollari (corrispondenti al costo dell'opera) nelle prime tre settimane di programmazione. Complessivamente negli USA incassò quasi 78 milioni di dollari. In totale, il film incassò 150 milioni di dollari.

## Colonna sonora
La canzone The End dei The Doors, undicesima e ultima traccia del primo LP della band statunitense uscito il 4 gennaio 1967, è indissolubilmente legata a questo film, in quanto presente nella scena iniziale, dove viene introdotta dal suono rallentato e riverberato delle pale di un elicottero, e nella scena finale, che culmina con l'uccisione di Kurtz. La canzone, scritta dal cantante Jim Morrison, fa riferimento al complesso di Edipo nonché ai concetti del filosofo tedesco Friedrich Nietzsche e dello psichiatra svizzero Carl Gustav Jung. La versione utilizzata da Coppola, diversa da quella originale del 1967, è un remix creato apposta per il film: la traccia vocale viene infatti enfatizzata, il finale è in crescendo, e viene evidenziato l'uso libero della tecnica scat di Morrison.
Va sottolineato che Coppola aveva conosciuto personalmente Jim Morrison alla facoltà di Cinematografia dell'UCLA e che apprezzava molto il brano. Il significato della canzone combacia con quello del film in diverse immagini: l'incesto e il parricidio di Edipo raffigurano la fase problematica di un individuo che si richiude in sé per proteggersi da uno stress intenso (l'orrore a cui accenna Kurtz). Inoltre il testo contiene diversi "presunti" riferimenti alla guerra, intesa come situazione in grado di trasformare l'uomo in mostro. Il "bus blu" è l'autobus che porta le nuove reclute ai campi di addestramento prima del fronte, mentre il "deserto romano di pena" indica l'autorità nella sua fragile ipocrisia, in questo caso proprio gli Stati Uniti.
Diversi passaggi musicali espressamente composti per sottolineare alcune scene, portano la firma dello stesso Francis Ford Coppola e del padre Carmine, apprezzato compositore, direttore d'orchestra e musicista.

## Apocalypse Now Redux
Nel 2001 è stata pubblicata la versione restaurata e allungata di 49 minuti, con un nuovo montaggio e con l'inserimento di materiale scartato all'epoca della versione originale; questo materiale aggiunge un intero capitolo all'opera, storicizza il contesto e, infine, cambia leggermente il finale del 1979.

## Apocalypse Now Final Cut

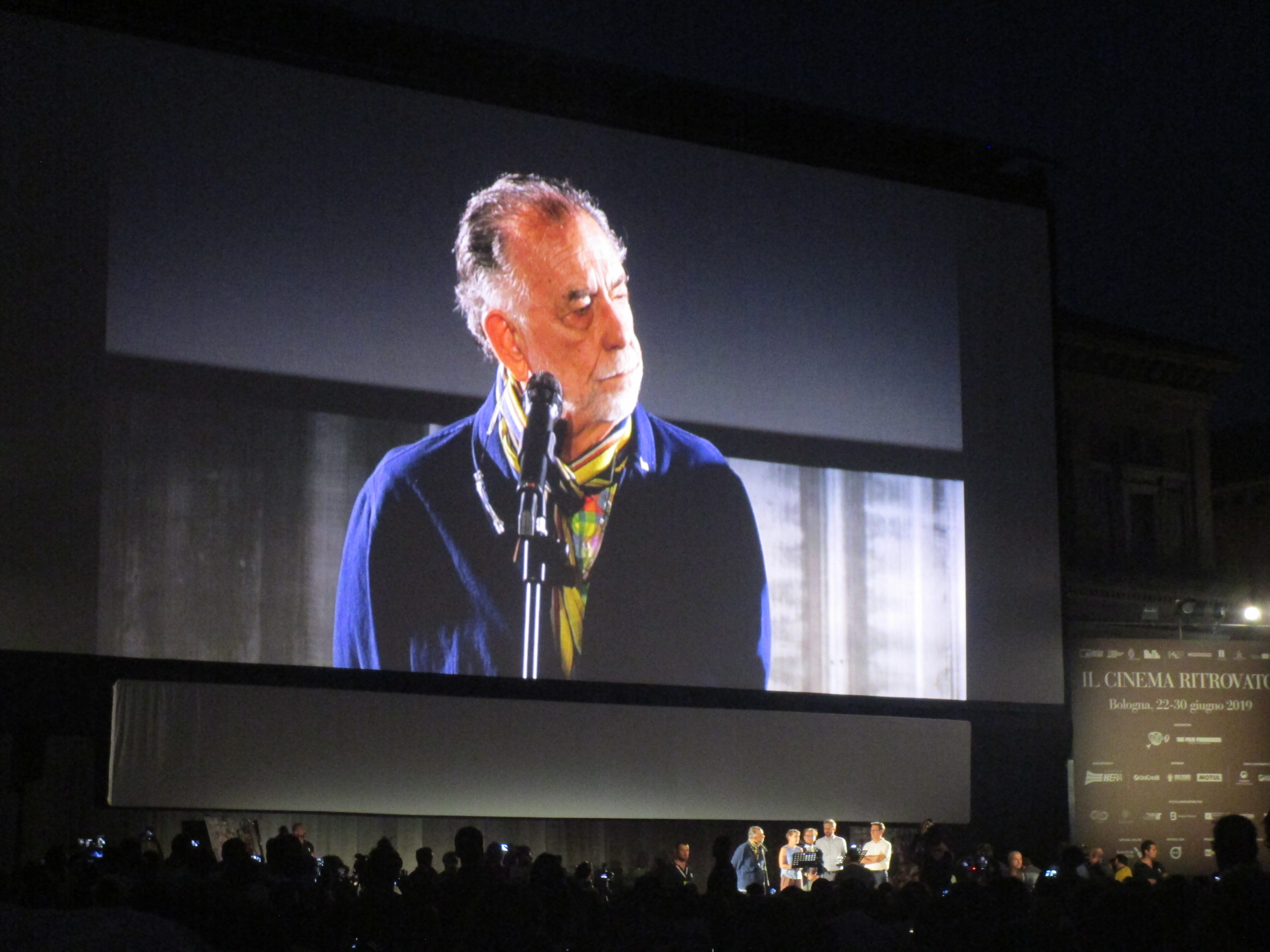
Francis Ford Coppola a piazza Maggiore a Bologna per presentare il Final Cut di Apocalypse Now nel 2019

In occasione del 40º anniversario dalla prima uscita in sala, il 28 aprile 2019 il regista Francis Ford Coppola ha presentato al Tribeca Film Festival di New York una nuova versione del film intitolata Apocalypse Now Final Cut, che secondo le parole dell'autore rappresenta l'edizione definitiva e perfetta del suo capolavoro. Questa nuova versione del film della durata di 183 minuti è poi stata proiettata in anteprima europea in piazza Maggiore a Bologna il 28 giugno dello stesso anno in lingua originale con sottotitoli in italiano, nell'ambito della rassegna Il cinema ritrovato. In tale occasione, Coppola ha spiegato che la sua decisione di rimettere mano una terza volta al montaggio della pellicola è nata da una sua riflessione autoriale sull'incompiutezza del montaggio originario del 1979 e anche sull'eccessiva lunghezza di Apocalypse Now Redux; l'obiettivo che si era posto per un ipotetico final cut era dunque quello di includervi soltanto le "sequenze essenziali che rendono il film migliore". La sua breve introduzione al film si è chiusa con un sentito ringraziamento a Vittorio Storaro, direttore della fotografia del film. Una seconda anteprima di tale edizione del film si è tenuta il 29 settembre 2019, presso l'Arcadia Cinema di Melzo con ospite d'eccezione proprio Vittorio Storaro che ha avuto modo di raccontare prima della proiezione il suo cosiddetto "diario di lavoro" riguardo alla sua esperienza nel corso della produzione del film.
Apocalypse Now Final Cut è uscito nelle sale statunitensi in protezione limitata dal 15 agosto 2019 fino al 18 agosto dello stesso anno, per poi essere distribuito in home video (in 4K Ultra HD, Blu-ray, DVD e copia digitale) il 24 agosto 2019. Uscito nelle sale cinematografiche italiane il 14 ottobre 2019 fino al 18 ottobre dello stesso anno, distribuito dalla Cineteca di Bologna. Si tratta della prima versione del film ad essere proiettata e poi pubblicata in 4K, grazie a un restauro del suono e dell'immagine attuato a partire dal negativo originale.

## Accoglienza

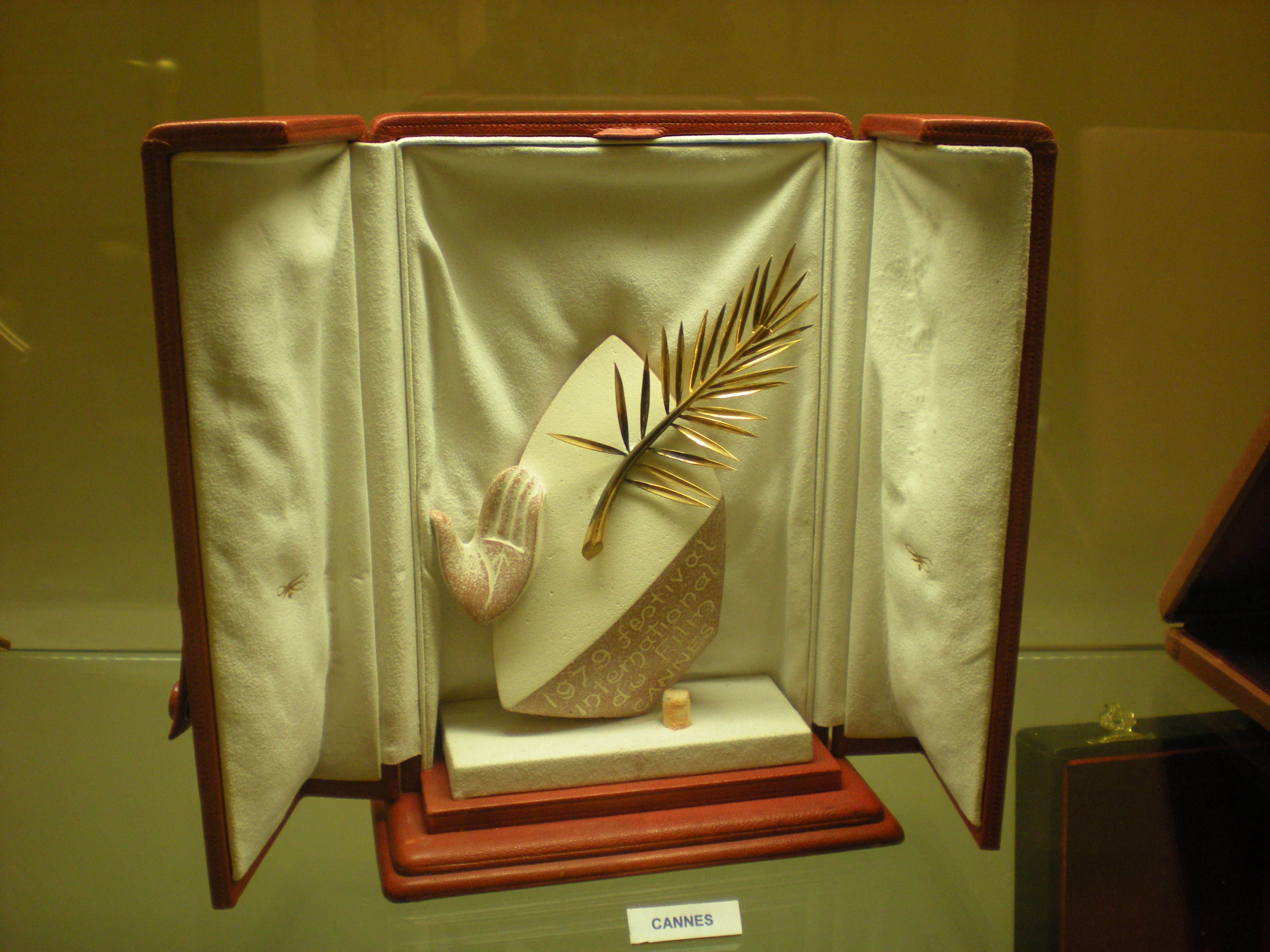
La Palma d'oro assegnata a Coppola per il film

A New York, il film venne proiettato in dodici cinema e incassò trenta milioni di dollari. In totale, in America, incassò 78 milioni di dollari, mentre a livello mondiale totalizzò circa 150 milioni di dollari. Circa tre milioni andarono come compenso a Marlon Brando, che venne pagato la cifra di un milione di dollari alla settimana.
Pur presentato in concorso al Festival di Cannes in una versione non ancora definitiva, Apocalypse Now conquistò la Palma d'oro ex aequo con Il tamburo di latta di Volker Schlöndorff.
Sia ai Premi Oscar sia ai Golden Globe venne superato come miglior film dal dramma familiare Kramer contro Kramer di Robert Benton, con Dustin Hoffman e Meryl Streep, scontando probabilmente il fatto di essere stato distribuito successivamente a un altro viet-movie: Il cacciatore di Michael Cimino, con Robert De Niro, trionfatore agli Oscar dell'anno precedente, con cinque premi.
Il National Board of Review of Motion Pictures inserì Apocalypse Now fra i migliori dieci film del 1979, preferendogli come miglior film in assoluto Manhattan di Woody Allen.
Nel 1998 l'American Film Institute inserì il film di Coppola al ventottesimo posto della classifica dei migliori cento film statunitensi di tutti i tempi, mentre dieci anni dopo, nella lista aggiornata, lo ricollocò al trentesimo posto.
Nel 2005 attribuì alla battuta «I love the smell of napalm in the morning [...] smelled like victory» («Mi piace l'odore del napalm di mattina... profuma di vittoria») il 12º posto della sua lista delle cento migliori battute dei film statunitensi di tutti i tempi. Internet Movie Database ha attribuito al film un voto medio di 8,5 su 10, posizionandolo al 48º posto nella lista dei migliori 250 film di tutti i tempi.
Nel 2000, venne scelto per essere conservato nel National Film Registry della Biblioteca del Congresso degli Stati Uniti.

## Riconoscimenti
- 1980 - Premio Oscar
  - Migliore fotografia a Vittorio Storaro
  - Miglior sonoro a Walter Murch, Mark Berger, Richard Beggs e Nathan Boxer
  - Candidatura Miglior film a Francis Ford Coppola, Fred Roos, Gray Frederickson e Tom Sternberg
  - Candidatura Migliore regia a Francis Ford Coppola
  - Candidatura Miglior attore non protagonista a Robert Duvall
  - Candidatura Migliore sceneggiatura non originale a Francis Ford Coppola e John Milius
  - Candidatura Migliore scenografia a Dean Tavoularis, Angelo P. Graham e George R. Nelson
  - Candidatura Miglior montaggio a Richard Marks, Walter Murch, Gerald B. Greenberg e Lisa Frutchman
- 1980 - Golden Globe
  - Migliore regia a Francis Ford Coppola
  - Miglior attore non protagonista a Robert Duvall
  - Miglior colonna sonora a Francis Ford Coppola e Carmine Coppola
  - Candidatura Miglior film drammatico
- 1980 - Premio BAFTA
  - Migliore regia a Francis Ford Coppola
  - Miglior attore non protagonista a Robert Duvall
  - Candidatura Miglior film
  - Candidatura Miglior attore protagonista a Martin Sheen
  - Candidatura Migliore fotografia a Vittorio Storaro
  - Candidatura Migliore scenografia a Dean Tavoularis
  - Candidatura Miglior montaggio a Richard Marks, Walter Murch, Gerald B. Greenberg e Lisa Frutchman
  - Candidatura Miglior sonoro a Nathan Boxer, Richard P. Cirincione e Walter Murch
- 1979 - Festival di Cannes
  - Palma d'oro a Francis Ford Coppola
  - Premio FIPRESCI a Francis Ford Coppola
- 1980 - Premio César
  - Candidatura Miglior film straniero a Francis Ford Coppola
- 1980 - David di Donatello
  - Migliore regista straniero a Francis Ford Coppola
- 1979 - Los Angeles Film Critics Association Award
  - Candidatura Miglior film
  - Candidatura Migliore regia a Francis Ford Coppola
- 1980 - American Movie Award
  - Miglior attore non protagonista a Robert Duvall
  - Candidatura Miglior film
  - Candidatura Miglior attore a Martin Sheen
- 1980 - American Cinema Editors
  - Candidatura Miglior montaggio a Richard Marks, Walter Murch, Gerald B. Greenberg e Lisa Frutchman
- 1981 - Awards of the Japanese Academy
  - Candidatura Miglior film straniero
- 1979 - British Society of Cinematographers
  - Candidatura Migliore fotografia a Vittorio Storaro
- 1980 - Directors Guild of America
  - Candidatura DGA Award a Francis Ford Coppola
- 1980 - Golden Screen
  - Golden Screen Award
- 1981/2010 - London Critics Circle Film Award
  - Film dell'anno (1981)
  - Premio per il 30º Anniversario (2010)
- 1980 - National Board of Review Award
  - Migliori dieci film
- 2002 - Cinema Brazil Grand Prize
  - Candidatura Miglior film straniero
- 1980 - Grammy Award
  - Candidatura Miglior colonna sonora a Francis Ford Coppola, Carmine Coppola, Kenny Ascher e Paul Williams
- 1980 - National Society of Film Critics Award
  - Miglior attore non protagonista a Frederic Forrest
- 2002 - World Stunt Award
  - Candidatura Miglior lavoro aereo (Per Apocalypse Now Redux) a Dick White e J. David Jones (La scena iniziale dell'attacco aereo)
  - Candidatura Miglior lavoro col fuoco (Per Apocalypse Now Redux) a Terry Leonard, Kerry Rossall, Steve Boyum e Joe Finnegan (L'esplosione dell'elicottero nel cortile)
  - Candidatura Miglior lavoro in altura (Per Apocalypse Now Redux) a Terry Leonard e Chuck Waters (75 m di caduta dalla torre Bamboo nel fiume)
  - Candidatura Miglior coordinamento degli stunt (Per Apocalypse Now Redux) a Terry Leonard (La battaglia a Charlie's Point)
  - Candidatura Miglior lavoro in acqua (Per Apocalypse Now Redux) a (Due Stuntman surfano sulle onde durante la battaglia)
  - Candidatura Miglior lavoro con veicolo (Per Apocalypse Now Redux) a Kerry Rossall, Joe Finnegan. Terry Leonard e Steve Boyum (Per la caduta dell'auto dal ponte)
- 1980 - Writers Guild of America
  - Candidatura WGA Award a John Milius e Francis Ford Coppola